# Baladiyyat El Mahallah
Maillots
Le Baladiyyat Al Mahallah Sporting Club (en arabe : نادي بلدية المحلة الرياضي), plus couramment abrégé en Baladiyyat Al Mahallah, est un club égyptien de football fondé en 1931 et basé dans la ville d'El-Mahalla El-Kubra.

## Palmarès
| Compétitions nationales                   |
| ----------------------------------------- |
| - Coupe d'Égypte : - Finaliste : 2001-02. |

## Personnalités du club

### Présidents du club
- Mostafa El Samouly

### Entraîneurs du club
- Ramadan El Sayed